# The Pains of Being Pure at Heart
The Pains Of Being Pure At Heart er en Indie pop/rock-gruppe fra USA.

## Diskografi

### Albums
- The Pains of Being Pure at Heart (Slumberland, 2009)
- Belong (Slumberland / Play It Again Sam, 2011) (UK No. 109[1] US No. 92 )
- Days of Abandon (Yebo Music, 2014) (US No. 168)

### EP'er
- The Pains of Being Pure at Heart EP (Painbow, 2007)
- Higher Than the Stars (Slumberland, 2009)
- Acid Reflex (Play It Again Sam, 2012, Purple Vinyl)

### Opsamlingsalbums
- Acid Reflex (Yoshimoto R and C, 2012, Japan CD)

### Singler
- The Pains of Being Pure at Heart/The Parallelograms, split 7" med The Parallelograms (Atomic Beat, 2008)
- Searching for the Now Volume 4, split 7" with Summer Cats (Slumberland, 2008)
- "Everything With You / The Pains of Being Pure at Heart" (Slumberland, 2008, Blue vinyl)
- "Young Adult Friction / Ramona" (Slumberland, 2009, Maroon/white swirl vinyl)
- "Come Saturday / Side Ponytail" (Slumberland, 2009, Mint green clear vinyl)
- "Say No to Love / Lost Saint" (Slumberland U.S. + Fortuna Pop UK, June 8, 2010, Seafoam green vinyl)
- "Heart in Your Heartbreak / The One" (Slumberland, 2010, Plumb clear vinyl)
- "Belong / I Wanna Go All The Way" (Slumberland, 2011, Pink vinyl)
- "The Body / Tomorrow Dies Today" (Play It Again Sam / Slumberland, July 25, 2011, Yellow/orange clear vinyl)
- "Jeremy (Magnetic Fields Cover) / My Life Is Wrong (East River Pipe Cover)" (Slumberland, 2012, Army green vinyl)
- "Simple And Sure / Imposible" (Slumberland, 2014, Olive Green Vinyl)